# دیمن، هلند
دیمن، هلند (به هلندی: Diemen) یک شهرک در هلند است که در هلند شمالی واقع شده‌است.

## خصوصیات
دیمن −۱ متر بالاتر از سطح دریا واقع شده‌است.